# Lilia Hrynevytch
Lilia Hrynevytch, en ukrainien : Лілія Михайлівна Гриневич, née le 13 mai 1965 à Lviv, est la ministre de l’Éducation et de la Science d'Ukraine de 2014 à 2019, membre du gouvernement Hroïsman.

## Biographie
De 1987 à 2002, elle exerçait le métier d'enseignante, comme professeur de biologie à Lviv.
De 2006 à 2009, Liliya Hrynevych dirige le département de l'éducation de l'Administration d’État de la Ville de Kiev (en). Représentant l'Union panukrainienne « Patrie », elle est élue à la Rada suprême d'Ukraine, lors des élections législatives ukrainiennes de 2012. Elle est la présidente du Comité parlementaire pour la science et l'éducation. Classée au 9e rang sur la liste du Front populaire, elle est réélue aux élections législatives ukrainiennes de 2014.